# Michael Sen
Michael Sen (* 1968 in Korschenbroich) ist ein deutscher Manager. Von April 2017 bis März 2020 war er Mitglied des Vorstands der Siemens AG und seit Oktober 2022 ist er Vorstandsvorsitzender von Fresenius.

## Leben und beruflicher Werdegang
Sen absolvierte eine Lehre bei der Siemens AG in Berlin und studierte danach an der Technischen Universität in Berlin Betriebswirtschaftslehre.
Nach seinem Studium 1996 übernahm Sen im Siemens-Standort München in den Abteilungen Unternehmensplanung und -entwicklung und Finanzen verschiedene operative und strategische Projekt- und Führungsaufgaben. 2003 übernahm er dort die Position des Chief Financial Officer im Bereich Solutions und ein Jahr später für den Bereich Applications & Solutions.
Von 2005 bis 2007 übernahm Sen die Abteilung Strategy Transformation und hatte danach ein Jahr die Position des Leiters der Investor Relations inne.
2009 wurde Sen Chief Financial Officer für den Bereich Healthcare Sektor in Erlangen.
2015 wechselte Sen als Chief Financial Officer zum Energiekonzern E.ON SE.
Im April 2017 wechselte er zurück zur Siemens AG und wurde dort Mitglied des Vorstands. Im März 2020 trat er von diesem Amt zurück. Am 12. April 2021 wurde Sen Vorstandsvorsitzender der Fresenius Kabi AG. Seit dem 1. Oktober 2022 ist Michael Sen Vorstandsvorsitzender von Fresenius.
Michael Sen ist verheiratet und hat einen Sohn.